# 羅馬尼夫卡 (羅馬尼夫區)
50°5′37″N 27°58′57″E / 50.09361°N 27.98250°E
羅馬尼夫卡（烏克蘭語：Романівка），是烏克蘭北部的村莊，隸屬日托米爾州的日托米爾區。該村始建於1650年，面積0.52平方公里，海拔高度263米，2001年人口1,284。